# معماری آلمان
معماری آلمان از تاریخی غنی، متنوع و طولانی برخوردار است و دربردارندهٔ تمام سبک‌های مهم اروپا از روم باستان گرفته تا پست مدرنیسم است. کشور آلمان در طی قرون متمادی، بارها تکه‌تکه شده و پادشاهان زیادی داشته‌است. همین موجب شده تا از تنوع منطقه‌ای بالایی برخوردار باشد بدین ترتیب سبک‌های بومی معماری این کشور، اغلب متنوع و نا متجانس هستند و معماری هر شهر با شهر دیگر کاملاً متفاوت است. در عین حال حتی در شهرهای کوچک نیز شاهد تنوع بالایی در سبک‌های معماری هستیم. علاوه بر مطالب گفته شده حجم بالای تخریب میراث معماری این کشور در جنگ جهانی دوم سبب شد تا پس از جنگ ساختمان‌های بسیاری با سبک مدرنیسم بازسازی شوند. مروری بر تاریخ معماری این کشور از دورهٔ روم باستان تا رومانسک خواهیم داشت.

## معماری کهن آلمان
امپراطوری روم زمانی از تاریخ بخش عظیمی از آلمان کنونی را در تصرف داشت. در این کشور بقایایی از معماری روم باستان مربوط به ۱۰۰ تا ۱۵۰ سال پس از میلاد مسیح وجود دارد که از آن‌ها می‌توان به دیوارهای کهنی اشاره کرد که مرز امپراطوری روم را تعریف می‌کرده‌اند. علاوه بر ساختارهای نظامی مانند قلعه‌ها و استحکامات موجود در مرز روم باستان، بقایایی از یک پل رومی، چشمهٔ آب گرم و باسیلیکای کنستانتین در این کشور موجود است. با خروج رومی‌ها از این کشور، فرهنگ شهرنشینی آن‌ها و پیشرفت‌هایی که در معماری داشتند از کشور آلمان محو شد.

## معماری پیش از رومانسک
معماری پیش از رومانسک در هنر اروپای غربی از اواخر قرن ۸ میلادی آغاز شد و تا آغاز دورهٔ رومانسک در قرن ۱۱ میلادی ادامه داشت. از بناهای باقی ماندهٔ مربوط به این دوره می‌توان به صومعهٔ Lorsch اشاره کرد. از دیگر کلیساهای مهم این دوره نیز می‌توان به کلیسای میشل مقدس اشاره کرد که بین سال‌های ۱۰۰۱ تا ۱۰۳۱ میلادی ساخته شد برخی سبک این بنا را رومانسک آغازین می‌دانند.

## معماری رومانسک
معماری رومانسک به دلیل گرفتن برخی عناصر معماری روم به معنی رومی وارست. دورهٔ رومانسک از قرن ۱۰ میلادی آغاز شد و تا اوایل قرن ۱۳ میلادی ادامه داشت؛ و به تدریج به سبک گوتیک تبدیل شد. در معماری رومانسک کلیسا از جایگاه ویژه‌ای برخوردار بود و کلیسا تنها عملکرد مذهبی نداشت بلکه مکانی برای سخنرانی، موعظه و تجمع مردم نیز محسوب می‌شده‌است. از ویژگی‌های اصلی این دوره می‌توان به طاق‌های نیم دایره‌ای، ظاهر تنومند، دیوارهای کلفت، برج‌های کلیسایی مرتفع، پلان‌های متقارن، پنجره‌های جفت و کوچک و طاق‌های متقاطع اشاره کرد. بسیاری از کلیساهای قدیمی موجود در آلمان در این دوره ساخته شده‌اند که از آن‌ها می‌توان به ۱۲ کلیسای رومانسک در شهر قدیمی Colonge اشاره کرد. مهم‌ترین بنای این دوره کلیسای جامع Speyer می‌باشد که بزرگترین ساختمان دنیای مسیحیت در قرن ۱۱ میلادی بود. کلیسای جامع worms و Mainz مثال‌های دیگری از سبک رومانسک در کشور آلمان هستند.

## دورهٔ گوتیک

معماری_دوره_ی_گوتیک

هنر معماری گوتیک در اواسط قرن ۱۲ میلادی در جریان بازسازی کلیسای سنت دنیس فرانسه پا به عرصه وجود گذاشت و تا اواسط قرن شانزدهم میلادی در اروپا معمول بود. هنر گوتیک در میان دو دوره رمانسک و رنسانس واقع شده‌است. این دوره در فرهنگ جهان دوران استیلای مذهب، و بالاخص کلیسا، بر جوامع بوده‌است. دورهٔ گوتیک با ظهور اومانیسم پایان یافت. 
از ویژگی‌های معماری گوتیک می‌توان به طاق جناغی، قوس تیزه دار، رفیع بودن بنا، استفاده از شیشه منقوش و استفاده از پشت بندهای آزاد اشاره کرد. به دلیل وجود پشت بندهای آزاد در این سبک از ضخامت دیوارها کاسته شد و این موجب شد تا معماران بتوانند پنجره‌های بزرگی در جدارهٔ بنا تعبیه کنند.
اولین ساختمانی که در کشور آلمان با این سبک ساخته شد کلیسای Liebfrauenkirche است که در سال ۱۲۳۰ ساخته شد. این کلیسا، یکی از مهم‌ترین کلیساهای جامعی است که با این سبک در این کشور ساخته شده‌است. بنای دیگر کلیسای جامع Freiburgاست. از این کلیسا تنها برج ۱۱۶ متری آن باقی‌مانده که گفته می‌شود زیباترین برج کلیسا در معماری دورهٔ مسیحیت است. این برج تنها برج کلیسایی در آلمان است که ساخت آن در قرون وسطی (۱۳۳۰) به پایان رسید. خوشبختانه این برج از بمباران‌های جنگ جهانی دوم جان سالم به در برد.

## دوره ی رنسانس

دوره رنسانس

با ظهور امانیسم، معماری گوتیک به تدریج پایان یافت و دورهٔ رنسانس آغاز شد. به معماری اروپا در سده‌های ۱۵ و ۱۶ میلادی، دورهٔ رنسانس گفته می‌شود که از مشخصه‌های آن نوزایی عناصر فرهنگی روم و یونان باستان بود. رنسانس یا نوزایی، جنبش فرهنگی مهمی بود که آغازگر دورانی از انقلاب علمی و اصلاحات مذهبی و پیشرفت هنری در اروپا شد. عصر نوزایش، دوران گذار بین سده‌های میانه و دوران جدید است. در دورهٔ رنسانس مخالفان سبک گوتیک معتقد بودند که می‌خواهند بار دیگر به سوی مؤلفه‌های هنری روم و یونان بازگردند و آن عناصر را احیا کنند. 
اولین بار، لفظ رنسانس را فرانسوی‌ها در قرن ۱۶ میلادی، به کاربردند. معمولاً شروع دوره نوزایش را در سده چهاردهم در شمال ایتالیا می‌دانند. خاستگاه رنسانس شهر فلورانس است. این جنبش در سده پانزدهم میلادی، شمال اروپا را نیز فراگرفت. رنسانس، یک تحول ۳۰۰ ساله‌است که از فلورانس ایتالیا شروع شد و در عرض سه قرن در سراسر اروپا انتشار و در انگلستان پایان یافت. دوره رنسانس دوره خردگرایی -ریاضیات -منطق -انسان مداری است در این دوره کلیسا و تفکرات مذهبی کنار می‌رود و یک جنبش دموکراتیک به وجود می آید و مثل روم و یونان باستان پیشرفت علمی مطرح می‌شود.
از ویژگی‌های معماری رنسانس می‌توان به ساخت بناهای شهری غیرمذهبی، ساخت کاخ، ساخت ویلاهای ییلاقی، احیای معماری روم و یونان به همراه گرایش انسان شناسانه و امانیستی و استفاده از نماسازی و رده‌گیری تزیینی در دیوارهای ساختمان‌ها اشاره کرد.
دورهٔ رنسانس در کشور آلمان از شهرهای Torgau، Aschaffenburg و Landshut آغاز شد. اولین بنای ساخته شده در این دوره در کشور آلمان، نمازخانهٔ Fugger در کلیسای St.Anne می‌باشد . ساخت این نمازخانه در سال 1509 میلادی آغاز شد و بر طبق طرحی از Albrecht Dürerتوسط برادران Fugger ساخته شد. در آن زمان به دلیل نزاع‌های مذهبی کشور آلمان تکه تکه شده بود و شهروندان از حقوق کمی برخوردار بودند. از دیگر آثار این دوره در کشور آلمان می‌توان به حیاط تزیین شدهٔ قلعهٔ Trausnitz و کاخ Landshut اشاره کرد که توسط هنرمندان ایتالیایی ساخته شدند.